# トレカステッリ
トレカステッリ（伊: Trecastelli）は、イタリア共和国マルケ州アンコーナ県にある、人口約7,500人の基礎自治体（コムーネ）。
2014年1月1日にリーペ、モンテラード、カステル・コロンナが合併して発足した。

## 地理

### 位置・広がり
アンコーナ県のコムーネ。中心地リーペは、県都・州都アンコーナから西へ34kmの距離にある。

#### 隣接コムーネ
隣接するコムーネは以下の通り。括弧内のPUはペーザロ・エ・ウルビーノ県所属を示す。
- コリナルド
- モンドルフォ (PU)
- モンテ・ポルツィオ (PU)
- オストラ
- サン・コスタンツォ (PU)
- セニガッリア

### 地震分類
トレカステッリにおけるイタリアの地震リスク階級 (it) は、zona 2 (sismicità media) に分類される。

## 行政

### 分離集落
トレカステッリには、以下の分離集落（フラツィオーネ）がある。
- Brugnetto, Castel Colonna, Croce, Francavilla, Giombino, Monterado, Passo Ripe, Ponte Lucerta, Ponterio, Ripe (sede comunale)